# Ruedi Rüfenacht
Ruedi Rüfenacht (eigentlich Rudolf Rüfenacht; * 10. Juli 1964 in Affoltern am Albis) ist ein Schweizer Politiker (EVP). Er war von 2014 bis 2022 Stadtpräsident der politischen Gemeinde Wetzikon.

## Leben
Ruedi Rüfenacht wuchs im Berner Mittelland auf. In Ersigen absolvierte er eine Lehre als Hochbauzeichner. Er leistete seine Grundausbildung in der Rekrutenschule in Isone ab und zog danach 1984 nach Dübendorf, arbeitete dabei bis 1995 als Hochbauzeichner und Bauleiter in Zürich. 1988 hatte er sich berufsbegleitend zum Bauleiter ausbilden lassen. Weiter berufsbegleitend machte er 1994 am Abendtechnikum Zürich einen Abschluss als Architekt und 2007 an der Zürcher Kalaidos Fachhochschule ein Nachdiplom MBA Wirtschaftsingenieur Fachbereich Unternehmensführung. Seit 1995 arbeitet er bei der Hirzel Generalunternehmung, einer Baufirma in Wetzikon, zuerst als Projektleiter, dann als Generalplaner und seit 2006 als Geschäftsführer.
Seit 1996 wohnt er in Wetzikon. Er ist verheiratet und hat einen Sohn und eine Tochter.

## Politik
Ab 2006 war Ruedi Rüfenacht Mitglied des Gemeinderates von Wetzikon, ab 2008 in den Ressorts Tiefbau und Planung. Ab 2010 war er im Gemeinderat erster Vizepräsident des Ressorts Planung und Sport. 2014 wurde er zum Stadtpräsidenten von Wetzikon gewählt, als Nachfolger des Gemeindevorstehers Urs Fischer (FDP), der von 2006 bis 2014 im Amt war. Hierfür brauchte es zwei Wahlgänge. Rüfenacht war damit der erste Stadtpräsident Wetzikons, vorher gab es anstelle eines Gemeindeparlamentes in Wetzikon eine Gemeindeversammlung. 2018 wurde Ruedi Rüfenacht wiedergewählt, ebenfalls im zweiten Wahlgang.